# Урбанистички план
Урбанистички план је документ којим се усмерава и регулише организација простора у насељима.
Основни принципи урбанистичког планирања су:
- просторна организација насеља којом се остварују квалитетнији услови живота
- очување и унапређење традиције градитељства и створених вредности насеља
- допуна постојећих и стварање нових урбаних вредности
- обнова и реконструкција историјских и амбијенталних целина
- очување земљишта погодног за пољопривреду, природних вредности и животне средине тог насеља, суседног насеља и региона
- усклађеност изградње инфраструктуре и грађевинског земљишта које опслужује

Три врсте урбанистичких планова су:
- генерални урбанистички план (ГУП) – даје стратешке правце развоја за насеља са статусом града, од 2009. године у Србији ова врста урбанистичких планова не спроводи се директно
- план генералне регулације (ПГР) – одређује намену земљишта и елементе регулације за урбана и већа рурална насеља или туристичке комплексе, спроводи се директно
- план детаљне регулације (ПДР) –  одређује намену земљишта и елементе регулације за специфичне делове насеља или грађевинског подручја, спроводи се директно

Урбанистички планови са директним спровођењем садрже поделу одређеног насеља на зоне за које се одређују правила уређења и грађења унутар зоне. Урбанистички планови који се спроводе директно представљају основ за издавање локацијских услова на основу којих се добија грађевинска дозвола.
Правила уређења одређују: постројења, објекте и мреже инфраструктуре и услове за прикључење нових објеката, посебне захтеве, услове и прописе за издавање одобрења за изградњу, амбијенталне целине од културно-историјског или урбанистичког значаја, локације прописане за даљу планску разраду, заштиту животне средине, основне мере безбедности људи од непогода, пожара итд.
Правила грађења одређују: врсту и намену објеката који се могу градити, положај објеката који треба да се граде, дозвољену спратност, међусобну удаљеност и изглед објеката, услове и начин приступа грађевинској парцели и простор за паркирање возила, услове заштите суседних објеката, обнову и реконструкцију објеката итд.
Урбанистички планови садрже карте на којима је представљена подела на зоне и представљено је постојеће и планирано стање простора према различитим наменама. Размера у којој се раде карте је ситнија за опште урбанистичке планове (до 1:20 000), а крупнија за регулационе планове (1:500 – 1:5000).